# Dänische Rechtschreibreform von 1948
Die dänische Rechtschreibreform von 1948 legte den Grundstein für die heute gültige Rechtschreibung der dänischen Sprache.
Am augenfälligsten sind zwei Neuerungen: die Einführung der Kleinschreibung für Substantive und die Umwandlung des Digraphen und /ɔ/-Lauts Aa, aa in das aus Schweden bekannte Å, å (schwedisches Å oder Bolle-Å).

## Kleinschreibung
Die für deutsche Leser augenfälligste Änderung im Rahmen der Rechtschreibreform von 1948 war die Einführung der gemäßigten Kleinschreibung, wodurch sich das Schriftbild grundlegend änderte.

### Reformwille der Presse
Nachdem die neuen Rechtschreibregeln am 22. März 1948 durch den „Rechtschreibungsausschuss des Bildungsministeriums“ (Undervisningsministeriets Retskrivningsudvalg), den Vorgänger der heutigen dänischen Sprachkommission (Dansk Sprognævn), veröffentlicht wurden, begann eine Zeitung, die Vejle Amts Avis, sofort mit der Kleinschreibung. Unmittelbar nach Inkrafttreten der neuen Rechtschreibung am 1. April des gleichen Jahres folgten Aftenbladet, Land og Folk, Vestkysten und die gesamte sozialdemokratische Presse. Zeitungen wie Politiken, Ekstra Bladet, Information und Kristeligt Dagblad akzeptierten die neuen Regeln anfangs nur teilweise, und erst 1956 folgte die konservative Presse, wie z. B. Berlingske Tidende. 1958 gab es noch 12 Zeitungen in Dänemark, die in der alten Weise schrieben, und erst 1965 führte Ærø Folkeblad als letzte die neue Rechtschreibung ein.

### Die Regeln
Nach folgenden Regeln wird von der Kleinschreibung abgewichen:
- Am Satzanfang, nach Punkt, Fragezeichen und Ausrufezeichen (insofern diese als Satzende fungieren), wird das erste Wort großgeschrieben. In der angeführten Rede schreibt man so: „Kommer du i aften?“ sagde han. („Kommst du heute Abend?“ sagte er.) – Han råbte: „Kom herhen! Jeg har noget til dig.“ „Vent lidt!“ lød svaret. (Er rief: „Komm hierher! Ich habe etwas für dich.“ „Warte ein bisschen!“ lautete die Antwort.)
- Eigennamen werden großgeschrieben:
  - Jan Jacobsen, Marie Hansen (Personennamen), København, Ålborg (Ortsnamen), Tuborg, Lego (Firmennamen)
  - Gud, Faderen, Herren („Gott, der Vater, der Herr“), Folketinget (das dänische Parlament), Jomfruen (das Sternbild Jungfrau), Fjordvejen („der Fjordweg“, der auf dem Straßenschild Fjordvej heißt)
    - In einigen Fällen sind alternative Schreibungen zulässig: Rådhuset oder rådhuset („das Rathaus“), Ribe Amt oder Ribe amt. Padborg Banegård oder Padborg banegård (Bahnhof Pattburg)
    - Bei Eigennamen mit mehr als zwei Bestandteilen werden das erste und letzte Wort großgeschrieben: Det kongelige Teater („Das Königliche Theater“), Frederik den Anden („Friedrich der Zweite“)
    - Es können auch alle wichtigen Wörter in so einem Namen großgeschrieben werden: Kristelig Forening for Unge Mænd (KFUM = CVJM)
    - Von Eigennamen abgeleitete Wörter wie tysk („deutsch“, „Deutsch“), tysker („Deutscher“), akilleshæl („Achillesferse“) oder janushoved („Januskopf“) werden kleingeschrieben.
      - Ausnahmen sind Ableitungen, die ihrerseits wieder besonders hervorgehoben werden können: Jesusbarnet („das Jesuskind“), Finsenmonumentet („das Finsendenkmal“).
- Die Anredeformen I („ihr“), De („Sie“), Dem („Ihnen“), Deres („Ihr(e)“) werden großgeschrieben: Hvor kommer I fra? („Wo kommt ihr her?“) – Taler De tysk? („Sprechen Sie Deutsch?“) – Hvor sikkert er Deres WLAN? („Wie sicher ist Ihr WLAN?“)
  - Ebenso gilt weiterhin Deres Majestæt („Euer Majestät“), Hendes Majestæt („Ihre Majestät“), Hans Højærværdighed („Seine Hochwürden“).
- Buchstabennamen wie DSB, KFUM, Die Himmelsrichtungen N, S, V, Ø (N, S, W, O) und schließlich bei Einheiten wie dem C in 15 °C schreibt man groß, während man celsius kleinschreibt.

## Das Å

### Vorgeschichte
- Zum Buchstaben allgemein siehe Å
- Zur Lautung siehe Gerundeter halboffener Hinterzungenvokal

Um 1200–1250 ging man dazu über, das altnordische lange /a/ mit á, ā oder aa wiederzugeben. (Die Schreibung Á, á wird heute noch für das Isländische, Färöische und normalisierte Schreibweisen des Altnordischen verwendet, bezeichnet in den modernen Sprachen aber andere Lautwerte.) Hinzu kam, dass dieses altnordische [aː] in weiten Teilen Skandinaviens zu einem langen, teils offenen, teils geschlossenen /o/ ([ɔː], [oː]) verdumpft wurde, was bis zum 15. Jahrhundert dazu führte, den Laut auch als ao, o oder oo zu schreiben. Beispielsweise wurde so aus dem alten bla („blau“) in der Graphie ein blá, blā, blaa und später auch blao, blo, bloo oder sogar bló, blō.
Der Bibelübersetzer Christiern Pedersen standardisierte 1534 die dänische Orthographie in seiner Karl Magnus-krøniken. Ab dort war das Aa, aa als Digraph das Zeichen für den langen gerundeten Hinterzungenvokal [ɔː] (oder [å] in dänischer Lautschrift). Der Digraph aa wurde seitdem sowohl für das kurze als auch das lange å verwendet: blaa (lang) und haand (kurz). Letzteres schrieb Pedersen übrigens noch als hond.
Bereits 1526 wurde das Schriftzeichen Å, å in Schweden eingeführt, um den hier zu [oː] verdumpften Vokal darzustellen. Es entstand wohl in Anlehnung an das deutsche Ä,ä, das ursprünglich ein A mit einem kleinen E darüber war, um den Digraph ae darzustellen; analog ist der Kreis im Å ein stilisiertes O.
Rasmus Rask popularisierte 1826 in seiner Grammatik Dansk Retskrivingslære das å als Zeichen für das bisherige aa. Skandinavisten wie Svend Grundtvig schlossen sich dieser Schreibweise an. 1870 erschien dessen Dansk Retskrivnings-Ordbog, worin nicht nur das å verwendet wurde, sondern auch die gemäßigte Kleinschreibung. Diese Rechtschreibung wurde z. B. 1894 im Folkehöjskolens sangbog verwendet, dem Liederbuch der dänischen Volkshochschulen. Grundtvigs offizielles dänisches Rechtschreibwörterbuch von 1872 Dansk Haandordbog, med den af Kultusministeriet anbefalede Retskrivning verwendete diese Schreibweise aber nicht (wie aus dem Titel „Haandordbog“ hervorgeht), da dieses Buch offiziellen Status haben sollte. In der Rechtschreibungsverordnung vom 7. Juni 1889 wurde noch einmal explizit erwähnt: der skrives aa, ikke å („es wird aa geschrieben, nicht å“).

#### Alphabetische Sortierung des Aa bzw. Å
Das Aa, aa wurde in den ältesten Rechtschreibwörterbüchern Dansk ortografisk Ordbog (1799), Haandordbog (1813) und Dansk Ordbog (1833 und 1859) unter A einsortiert, kam also vor abe. Auch Svend Grundtvigs offizielles Dansk Haandordbog (1872) verwendete diese Reihenfolge. In seinem Dansk Retskrivnings-Ordbog (1870) ging Grundtvig jedoch anders vor. Hier stand das Å, å nach schwedischem Vorbild für sich alleine als einer der letzten Buchstaben des Alphabets:  a, b, c, ..., v, y, å, æ, ö, ø (er vermied die „fremden“ Buchstaben w, x und z, aber unterschied etymologisch zwischen ø und ö). Die übliche Sortierung des Aa an erster Stelle wurde jedoch in den folgenden offiziellen Wörterbüchern beibehalten: Dansk Retskrivningsordbog udarbejdet i Overensstemmelse med de ministerielle Retskrivningsregler af 7. Juni 1889 (1891 ff.), und Dansk Retskrivningsordbog udgivet af Undervisningsministeriets Retskrivningsudvalg (1923 ff. bis 1946). Erst mit der Rechtschreibreform von 1948 wurde das Aa durch das Å ersetzt. Das erste darauffolgende offizielle Wörterbuch Retskrivningsordbog udgivet af Dansk Sprognævn erschien 1955. Dort wurde Å am Ende des Alphabets als selbständiger Buchstabe einsortiert. 1953 kam das Nudansk Ordbog zum ersten Mal heraus. Dort wurde Å noch als erster Buchstabe des Alphabets einsortiert, aber auch als selbständiger Buchstabe im Unterschied zum Aa zuvor. Erst mit der zweiten Ausgabe 1957 passte man sich auch hier der heute gültigen Regel an und setzte das Å ans Ende des Alphabets.

#### Eigennamen
Die Rechtschreibreform erfasste zunächst nicht automatisch Ortsnamen. Diese Bestimmung wurde 1956 aufgehoben, und Ausnahmen wurden nur in besonderen Fällen zugelassen, wie zum Beispiel beim Aalborg Akvavit und der Aarhus Universitet, da diese Begriffe zum einen zugleich Markennamen sind und zum andern im internationalen Schriftverkehr verwendet werden. Doch schon 1948 entschied sich die Stadt Aarhus für die bis 2010 gültige Schreibweise mit Å. Ålborg und Åbenrå hingegen wünschten sich die alte Schreibweise (Aalborg und Aabenraa) und bekamen 1984 vom Unterrichtsminister Bertel Haarder und der Kulturministerin Mimi Jacobsen recht – gegen den Widerstand des dänischen Sprachrates.
Es ist in den dänischen Rechtschreibregeln seitdem erlaubt, in solchen Fällen – nur wenn die Aa-Schreibweise im Lokalgebiet üblich ist – wahlweise Åbenrå und Ålborg oder Aabenraa und Aalborg zu schreiben. Gleiches gilt für abgeleitete Begriffe wie ålborgenser, ålborgensisk und ålborgsk, die auch aalborgenser, aalborgensisk und aalborgsk geschrieben werden können. Wenn auch die Einwohner und kommunalen Behörden von Aalborg und Aabenraa die Aa-Schreibweise bevorzugen, bleibt jedoch die Å-Schreibweise die vom dänischen Sprachrat empfohlene Option.
Personennamen sind von den Rechtschreiberegeln ausgenommen. Über Aa/Å-Schreibung kann vom Träger selbst entschieden werden. Die große Mehrheit hat die alte Schreibweise beibehalten, was man zum Beispiel in den häufigen Familiennamen auf -gaard/-gård erkennt (gård = „Hof“). Vornamen wie Åbjørn, Åge, Åke, Åmund, Åsmund existieren somit noch heute in den alternativen Formen Aabjørn, Aage, Aake, Aamund, Aasmund. Weiterhin existiert Aa, aa in fremden Namen und Wörtern, die nicht als /å/, sondern als langes /a:/ ausgesprochen werden, wie in Aachen, Saar, Haag, Kanaan, afrikaans, kraal.
Aa wird in dänischen Wörterlisten unter Å einsortiert: Åge, Aage, Åmund, Aamund etc. Dies gilt heute auch für fremde Namen und Wörter, in denen das Aa als langes /a:/ ausgesprochen wird; früher wurden sie in solchen Fällen nach Lautwert einsortiert, so dass Aachen ganz vorne unter Aa stand, Aalborg/Ålborg ganz hinten unter Å.

## Modalverben
Die Rechtschreibreform betraf auch die Modalverben kunne, skulle, ville (können, sollen, wollen), deren Vergangenheitsform bis dahin kunde, skulde, vilde lautete. Diese wurde nun, der Aussprache entsprechend, genauso geschrieben wie der Infinitiv, also kunne, skulle, ville.
Beim Lesen älterer Texte muss man ferner darauf achten, dass die Formen kunne, skulle, ville außer für den Infinitiv bis ungefähr 1900 auch für den Plural des Präsens standen (vi/I/de/De kunne, skulle, ville).

## Leseprobe
Dänisches Grundgesetz von 1849:

„Borgerne have Ret til at forene sig i Samfund for at dyrke Gud paa den Maade, der stemmer med deres Overbeviisning, dog at intet læres eller foretages, som strider mod Sædeligheden eller den offentlige Orden.“

Und der gleiche Text 1953:

„Borgerne har ret til at forene sig i samfund for at dyrke Gud på den måde, der stemmer med deres overbevisning, dog at intet læres eller foretages, som strider mod sædeligheden eller den offentlige orden.“

Übersetzung: Die Bürger haben das Recht, sich in Gemeinden zu versammeln, um Gott auf die Art zu verehren, die mit ihrer Überzeugung übereinstimmt, doch dass nichts gelehrt oder vorgenommen wird, was der Sittlichkeit oder öffentlichen Ordnung zuwiderläuft.